# Соломенский Петропавловский монастырь
Соло́менский Петропавловский мужской монастырь — мужской монастырь Русской Православной Церкви, основанный в 1589 году в Салминском (позднее — Соломенском) Погосте (ныне — жилой район Соломенное города Петрозаводска) на правом берегу пролива, соединяющего Онежское озеро и озеро Логмозеро. В 1764 году преобразован в Соломенский приход.

## История
Монастырь основан в пустынном месте (то есть, в месте, где не было деревень) в 1589 году старцем Касьяном. Монастырь являлся «Особным» (имел «Особный» устав, а не «Общежительный»). Первоначально монастырь был назван Салминским (от карельского слова «салма» — пролив: пустынь находилась у пролива между Онежским озером и озером Логмозером), позднее название трансформировалось в современное — Соломенский. При монастыре был построен деревянный храм во имя святых Первоверховных Апостолов Петра и Павла и четыре кельи.
24 мая 1592 года монастырю дана Тарханная Грамота Новгородского митрополита Варлаама, согласно которой налоги в казну Собора Святой Софии в Великом Новгороде не взимались ввиду «убожества» (нищеты) Соломенского монастыря.
В 1596 году по грамоте царя Фёдора Иоанновича монастырю пожаловано земельное угодье на реке Шуе в деревне Липачевской на Верхнем Бесовце. Монастырь уплачивал в царскую казну оброк до 1605 года «26 алтын, 4 денег».
В дальнейшем монастырю была дана грамота царя Бориса Годунова.
На рубеже XVI и XVII веков в монастыре произошёл пожар.
В 1608 году царь Василий Шуйский дал грамоту монастырю на тот же участок, кроме того, дана земля на Логморучье и в Деревянном, в деревне Олферовской. Оброк с земель не взимался.
В 1614 году «немецкие и литовские люди и русские воры казаки стояли войною», разорили монастырь. К 1617 году часть угодий монастыря поросла лесом.
В 1617 году монастырю дана грамота царя Михаила Романова, в которой говорится, что все прежние земли монастырю даются безоброчно. В 1627 году пашни монастыря находились рядом (в настоящее время здесь расположены улица Пришвина, Лесопильная, Садовая, Прибрежная и Ботаническая улицы). Кроме того, монастырь владел колёсной мельницей «Немецкое колесо», располагавшейся на Логморучье.
В середине XVII века участки монастырской земли в Шуе и Деревянном стали сдаваться в аренду крестьянам.
Во второй половине XVII века монастырю дана грамота царя Алексея Михайловича. В феврале 1682 года царь Фёдор Алексеевич подтвердил своей подписью прежние царское грамоты. Царь указал, что все земли даны Соломенскому монастырю «в вечное владение». Строителю монастыря Симеону наряду с владениями в Шуйском погосте пустошью Деревянное, землями за Онежским озером в деревне Олферовской и пустошью Липачевской в Верхнем Бесовце были передан рыбные ловли в Логмозерском проливе.
После смерти строитель Петропавловской Соломенской пустыни Касьян (Кассиан) был похоронен в Соломенской пустыни, могила не сохранилась.
В начале XVIII века монастырь посетил Пётр I. Царь подарил священнику кресло собственной работы, в обитель были сделаны пожертвования от царевны Софьи или от царевны Прасковьи — белые полотняные священнические ризы и пояс с кистями.
В 1723 году братия монастыря, в связи с малочисленностью, была переведена в «большой» Александро-Свирский монастырь, в Соломенский монастырь назначено «белое духовенство».
В 1725 году Соломенский Петропавловский монастырь был приписан как упразднённый к Новгородскому архиерейскому дому, в 1726 году — к Клименецкому монастырю. Тем не менее, в монастыре появилась братия, «постригшаяся без указу».
В декабре 1740 года монастырь принял «на держание» работник Клименецкого монастыря Василий Анисимов. С 1741 по 1746 годы монастырским хозяйством заведовал служитель Гур Григорьев.
В 1764 году по указу Екатерины II «О монастырских штатах» малые монастыри России были упразднены. Соломенская Петропавловская пустынь была преобразована в Соломенский приход (иные использовавшиеся наименования — Упразднённая Соломенская Пустынь, Заозерский приход).
К 1768 году при пустыни, за оградой, была построена часовня во имя Сретения Господня. В 1775 году на её месте начато строительство церкви во имя Сретения Господня с двумя приделами — Успения Пресвятой Богородицы и Святых Равноапостольных Царя Константина и матери его Царицы Елены. Храм строился в стиле раннего классицизма. Строящаяся церковь стала первым каменным храмом не только в приходе, но и на многие километры вокруг. Строительство шло по завещанию олонецкого посадского, петрозаводского купца Якова Конанова, владельца Вохтозерского, Киворецкого и Топорецкого железоделательных заводов. Церковь возводилась на средства сына Якова Конанова — Ильи Яковлевича Конанова, петрозаводского купца, владельца кирпичного завода в Заозерской волости. В 1778 и 1779 годах петрозаводский иконописец Дмитрий Иванович Кайдалов для строящейся церкви написал иконы. Сретенский храм освящён в 1780 году.
В 1790 году деревянный храм Святых Апостолов Петра и Павла пришёл в ветхость, ввиду чего на его месте была построена новая деревянная пятиглавая холодная церковь. Вскоре рядом был построен тёплый деревянный храм во имя Богоявления Господня. Последний освятить не успели, поскольку в январе 1795 года храм Святых Апостолов Петра и Павла и храм во имя Богоявления Господня сгорели от поражения молнии, также сгорела часть ограды и кельи. Богослужебные книги удалось спасти. После пожара богослужения и исповеди не прерывались.
12 марта 1795 года купец Илья Конанов по прошению «О дозволении построить в Соломенской пустыни Петрозаводского уезда каменную церковь Петра и Павла и об освещении оной» начал строить новый храм — на старом же месте. В делах по строительству храма участвовал священник Ермолай Иванов. В 1797 году церковь была освящена. Рядом с храмом было образовано кладбище, где хоронили православных и лютеран.
В 1854 году в храме Сретения Господня сделан ремонт, крыша покрашена зелёной краской. И в Сретенском, и в Петропавловском храмах были «поновлены иконы».
В 1871 году на берегу Логмозера была выделена земля для строительства лесопильного завода «Громов и Компания», в связи с чем часть доходов лесопильного завода шла на украшение Сретенской церкви. В 1875 году владелец лесозавода Илья Громов выделил средства для ремонта Петропавловской церкви.
В 1890—1891 годах ветхое деревянное крыльцо Сретенской церкви заменено на новое каменное. С колокольни церкви демонтирован шпиль, здание оштукатурено и обелено.
Очередной ремонт Петропавловского храма был произведён в 1896—1899 годах по проекту младшего архитектора Ильи Капустина. На этот раз средства были пожертвованы заозерскими крестьянами-прихожанами. 4 октября 1899 года храм был торжественно освящён Олонецким и Петрозаводским епископом Назарием. В 1900—1901 годах на пожертвования прихожан были приобретены запрестольный крест, серебряная утварь, отремонтирована ограда кладбища.
К началу XX века Сретенская церковь пришла в ветхое состояние. В связи с этим в 1902—1903 годах был организован сбор средств на ремонт храма, к лету 1906 года произведён крупный ремонт на 6000 рублей, установлены печи. Для увеличения площади в церкви с разрешения руководства епархии были упразднены приделы Успения Божией Матери и Святых Царя Константина и Царицы Елены. Активная реконструкция церкви продолжалась в 1910—1913 годах храм был окончательно реконструирован при участии младшего архитектора Маркушевича, при финансовой помощи управляющего лесопильным заводом «Беляев А. П. и Компания» Винидикта Николаевича Чедаева. 22 сентября 1913 года церковь была торжественно освящена Петрозаводским и Олонецким епископом Никанором в присутствии Олонецкого губернатора Михаила Ивановича Зубовского, прихожан Заозерья, настоятелей соседних приходов, протоиерея Николая Кирилловича Чукова и приехавших гостей.
После 1918 года Соломенский приход был преобразован в Сретенское религиозное общество.

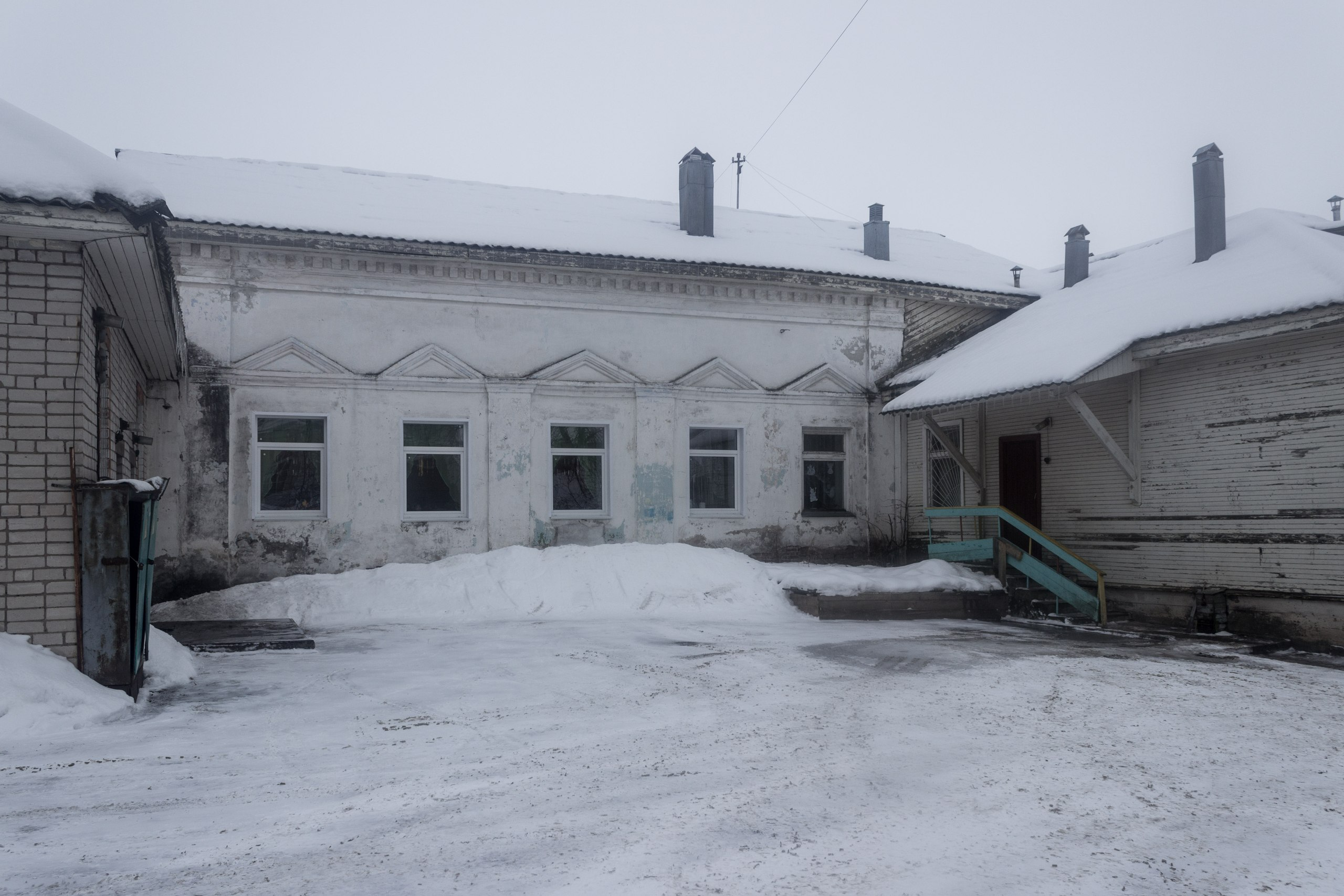
Бывший Петропавловский храм. 2014 год.

31 марта 1993 года зарегистрирован Приход Сретенского храма города Петрозаводска Петрозаводской и Карельской епархии Русской Православной Церкви
18 февраля 2000 года Сретенский и Петропавловский храмы признаны объектами культурного наследия — выявленными объектами архитектуры.
В 2003 году на здании Сретенской церкви открыта памятная доска.
13 января 2011 года Местная религиозная организация православный Приход Сретенского храма г. Петрозаводска Петрозаводской и Карельской Епархии Русской Православной Церкви (Московский Патриархат)

## Храмы

### Храмы и часовни на территории монастыря и прихода
- Храм во имя святых Первоверховных Апостолов Петра и Павла (построен в 1589 году, разобран в 1790 году в связи с ветхостью и постройкой на его месте нового храма).
- Храм во имя святых Первоверховных Апостолов Петра и Павла (построен в 1790 году, разобран в 1795 году в связи с пожаром и постройкой на его месте нового храма).
- Храм во имя святых Первоверховных Апостолов Петра и Павла (построен в 1795—1797 годах; закрыт в 1962 году решением властей, в настоящее время в здании действует детский сад).
- Храм во имя Богоявления Господня (построен после 1790 года, разобран в 1795 году в связи с пожаром).
- Часовня во имя Сретения Господня (построена к 1768 году, разобрана к 1775 году в связи со строительством нового храма).
- Храм во имя Сретения Господня (построен в 1775—1780 годах, действующий храм)

### Храмы и часовни за пределами территории прихода
- Заозерье, Лехнаволок — Часовня во имя Великомученика Георгия Победоносца, построена в XVII веке.
- Заозерье, Шликин Наволок — Часовня-крест во имя Священномученика Антипы, построена в XIX веке.
- Заозерье, Логморучей — Часовня-крест во имя Нерукотворного образа Спасителя, построена в XIX веке, сгорела в 1889 году.
- Заозерье, Логморучей — Часовня во имя Святых Преподобных Зосимы и Савватия Соловецких Чудотворцев, построена в марте 1890 года; в 1912 году перенесена; в советский период утрачена.
- Заозерье, Логморучей — Часовня, построена в 2011—2012 годах.
- Сулажгора — Часовня во имя Святого Вакха, построена в XVIII веке, утрачена в XIX веке.
- Сулажгора — Часовня во имя Святого мученика Власия, построена, вероятно, в XIX веке; утрачена в XX веке.
- Сулажгора — Храм во имя Святого великомученика Димитрия Солунского, построен в 1857—1859 годах; закрыт в 1930-х годах, сгорел в 1970-х годах. В 1915 году учреждён самостоятельный Сулажгорский приход.
- Шуя — Храм во имя Владимирской иконы Божией Матери — построен в 1898 году на монастырских землях, однако, был приписан к главной церкви Шуйского прихода в честь Рождества Пресвятой Богородицы; закрыт в 1930-х годах, сгорел в 1940-х годах.